# Cristóbal Peña Abuín
Cristóbal Peña Abuín (San Fernando, Cádiz, 4 de marzo de 1872-Madrid, 21 de marzo de 1953.) fue un militar español.

## Biografía
Nacido en 1872, ingresó en el Ejército el 28 de agosto de 1889. 
Realizó su carrera en el Arma de Caballería, donde ocupó diversos mandos. En 1930 ascendió al rango de general de división y fue nombrado gobernador militar de Ferrol. Durante el período de la Segunda República fue nombrado Gobernador militar de Madrid, y entre 1933 y 1936 mandó la División de Caballería. Cuando se produjo el estallido de la Guerra Civil, Peña Abuín se mantuvo fiel a la República y no se sublevó. En 1937 cumplió la edad reglamentaria y se jubiló.
Falleció en 1953, a los 81 años.